# Luksemburg na Zimowych Igrzyskach Olimpijskich 2022
Luksemburg na Zimowych Igrzyskach Olimpijskich 2022 – występ kadry sportowców reprezentujących Luksemburg na igrzyskach olimpijskich, które odbyły się w Pekinie, w Chińskiej Republice Ludowej, w dniach 4-20 lutego 2022 roku.
Reprezentacja Luksemburga liczyła dwoje zawodników – kobietę i mężczyznę.
Był to dziesiąty start Luksemburga na zimowych igrzyskach olimpijskich.

## Reprezentanci

### Narciarstwo alpejskie
| Zawodnik        | Konkurencja            | 1 przejazd | 1 przejazd | 2 przejazd | 2 przejazd | Łącznie | Łącznie | Źródło |
| Zawodnik        | Konkurencja            | Czas       | Pozycja    | Czas       | Pozycja    | Czas    | Pozycja | Źródło |
| --------------- | ---------------------- | ---------- | ---------- | ---------- | ---------- | ------- | ------- | ------ |
| Matthieu Osch   | slalom mężczyzn        | DNF        | DNF        | NQ         | NQ         | DNF     | DNF     | [ 1 ]  |
| Matthieu Osch   | slalom gigant mężczyzn | 1:10,60    | 34.        | 1:15,94    | 28.        | 2:26,54 | 28.     | [ 1 ]  |
| Gwyneth ten Raa | slalom kobiet          | DNF        | DNF        | NQ         | NQ         | DNF     | DNF     | [ 2 ]  |
| Gwyneth ten Raa | slalom gigant kobiet   | DNF        | DNF        | NQ         | NQ         | DNF     | DNF     | [ 2 ]  |